# Коммунистическая партия Германии
Коммунисти́ческая па́ртия Герма́нии, КПГ (нем. Kommunistische Partei Deutschlands, KPD) — крупная политическая партия в Германии в первой половине XX века.

## История

### Первые годы: 1919—1921

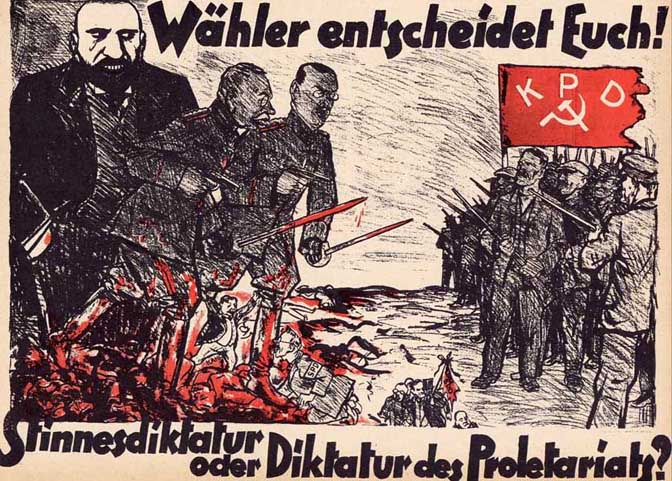
«Диктатура Стиннеса или диктатура пролетариата?» (плакат КПГ, 1920 год)

КПГ была основана на общегерманской конференции «спартакистов» и леворадикальных групп немецкой социал-демократии, которая проходила в Берлине с 29 декабря 1918 года по 1 января 1919 года. На конференции 30 декабря 1918 года конституировался Учредительный съезд Коммунистической партии Германии. В руководство новой партии вошли лидеры левого крыла германской социал-демократии, выступившие в 1914 году против мировой войны — Роза Люксембург, Карл Либкнехт, Лео Йогихес и другие.
Либкнехт и Люксембург были сторонниками вооружённой революционной борьбы. В свою очередь, социал-демократическое правительство, пришедшее к власти после падения монархии, стремилось не допустить развития революционных процессов. Военный министр Германии социал-демократ Густав Носке руководил созданием полувоенных т. н. «добровольческих отрядов» (фрайкоров). Во время подавления вооруженного восстания спартакистов в Берлине в январе 1919 года Люксембург и Либкнехт были убиты. Лидером партии стал тогда Лео Йогихес. После его убийства в марте 1919 года партию возглавил Пауль Леви. Другими важными фигурами в партии в то время являлись: Клара Цеткин, Пауль Фрёлих, Гуго Эберлейн, Франц Меринг, Август Тальгеймер и Эрнст Майер.
После учреждения в марте 1919 года Коммунистического интернационала КПГ становится его германской секцией. В начале весны 1920 года в партии происходит раскол. Из неё выходят левые коммунисты, и образуют Коммунистическую рабочую партию Германии (КАПД). Лидерами левых коммунистов были Пауль Маттик, Отто Рюле и другие.
Пауль Леви, являясь лидером партии, стремился в большей степени ориентироваться на работу с социал-демократами и «независимцами». Результатом близкого сотрудничества с НСДПГ, стало присоединение большинства её членов в 1920 году к коммунистической партии. Леви выступал против форсирования революционных процессов. В феврале 1921 году вышел из ЦК компартии в знак протеста против так называемой «наступательной стратегии» Москвы. Новыми лидерами партии стали Генрих Брандлер и Август Тальгеймер. В марте 1921 года произошли вооружённые выступления коммунистов и социал-демократов в Средней Германии.

### Неудавшаяся революция: 1923
1923 год был годом революционного подъёма в Германии. Забастовочная волна, прокатившаяся в мае этого года, привела к отставке правительства Вильгельма Куно. В этот период коммунистическая партия завоевывает сильное влияние среди рабочего класса Германии. Однако, среди руководства КПГ не было уверенности в возможности осуществления революционного процесса. На встрече Центра КПГ в мае 1923 Карл Радек говорил:

«Сегодня мы не имеем возможностей для установления пролетарской диктатуры, потому что нет необходимого для этого условия — когда революционным будет большинство рабочего класса».
В августе развилась гиперинфляция. Цены удваивались практически каждые несколько часов. Начало расти стихийное забастовочное движение, достигшее своей кульминации во всеобщей забастовке, которая началась в Берлине и распространилась затем на всю страну. Правительство Куно в августе ушло в отставку. Лидеры КПГ больше не могли пренебрегать развивавшейся политической ситуацией. В конце августа руководство КПГ направилось в Москву для обсуждения сложившегося положения.
Руководство Коминтерна после обсуждений с немецкими коммунистами пришло к выводу, что Германия приближается к революции и уже сейчас необходимо заняться технической подготовкой восстания. Троцкий считал, что необходимо установить точную дату восстания, однако Радек и Брандлер были против этого. Во многих местах создавались вооруженные пролетарские сотни; в октябре в Саксонии и Тюрингии были образованы «рабочие правительства» из левых социал-демократов и коммунистов. Между тем, число членов КПГ возросло с 225 тысяч в январе 1923 года до 400 тысяч осенью того же года. Партия выпускала 42 ежедневные газеты и ряд журналов, располагала 20 типографиями и своими книжными магазинами.
При поддержке президента Фридриха Эберта рейхсвер начал оказывать давление на Саксонское и Тюрингское правительства. Был выпущен приказ о запрете пролетарских сотен в Саксонии. После неисполнения трёхдневного ультиматума о разоружении сотен, 21 октября 1923 года вооружённые силы правительства вошли в Саксонию.
Однако в последний момент руководство КПГ отказалось от восстания. По всей стране были отправлены эмиссары партии для извещения о новом принятом решении. Однако информация не успела прийти вовремя в Гамбург, где местные активисты КПГ начали осуществление плана восстания. 23 октября около 1 300 членов КПГ захватили 17 полицейских участков в Гамбурге, в рабочих районах были возведены баррикады. На следующий день восставшими был выпущен призыв ко всеобщей забастовке. После трёх дней боёв в рабочих районах Гамбурга, — Бармбеке и Шиффбеке, — восстание было подавлено.
В ноябре 1923 года партия была запрещена, и находилась на нелегальном положении до весны 1924 года. Состоявшийся нелегально в апреле 1924 года 9-й съезд КПГ обсудил ситуацию, сложившуюся в 1923 году и перспективу работы партии в условиях стабилизации капитализма. Брандлер и его сторонники были исключены из состава Центра КПГ. В дальнейшем, Брандлер и Тальгеймер поддержали Правую оппозицию в ВКП(б). В 1929 году они и их сторонники были исключены из КПГ, и создали Коммунистическую партию — Оппозиция.

### Фишер и Маслов: 1924—1925
После отстранения Брандлера и Тальгеймера от руководства компартией, новыми лидерами стали Рут Фишер и Аркадий Маслов, представители её ультралевого крыла, к которым также примкнули Вернер Шолем и Артур Розенберг. Новое руководство проводит тактику создания независимых «красных профсоюзов». Это привело к изоляции профсоюзов, ориентированных на КПГ, от массового профсоюзного движения. Это сказалось в виде уменьшения влияния партии в рабочем движении. Если на конгрессе профсоюзов 1922 года коммунисты имели 88 своих делегатов, то в 1925 году их число сократилось до четырёх. В целом, разногласия между руководством КПГ и Коминтерна привели к отстранению Фишер и Маслова из руководства партии.
В 1923-1924 годы КПГ использовала национал-большевистскую тактику: делались попытки переманить движение фёлькише через антисемитизм и национализм в пропаганде и через попытки вступать в националистические движения. Так, в партийной газете Die Rote Fahne стал печататься фёлькише-публицист и в дальнейшем депутат Рейхстага от НСДАП граф Эрнст цу Ревентлов, в листовках содержались призывы к борьбе с "еврейской республикой", а Рут Фишер призывала фёлькише-студентов вешать евреев-капиталистов на уличные фонари. К 1925 году со снижением роли Фишер антисемитские голоса в КПГ затихли. Несмотря на неэффективность попыток привлечь правых, к этой же тактике прибегнет Тельман в последние годы партии.

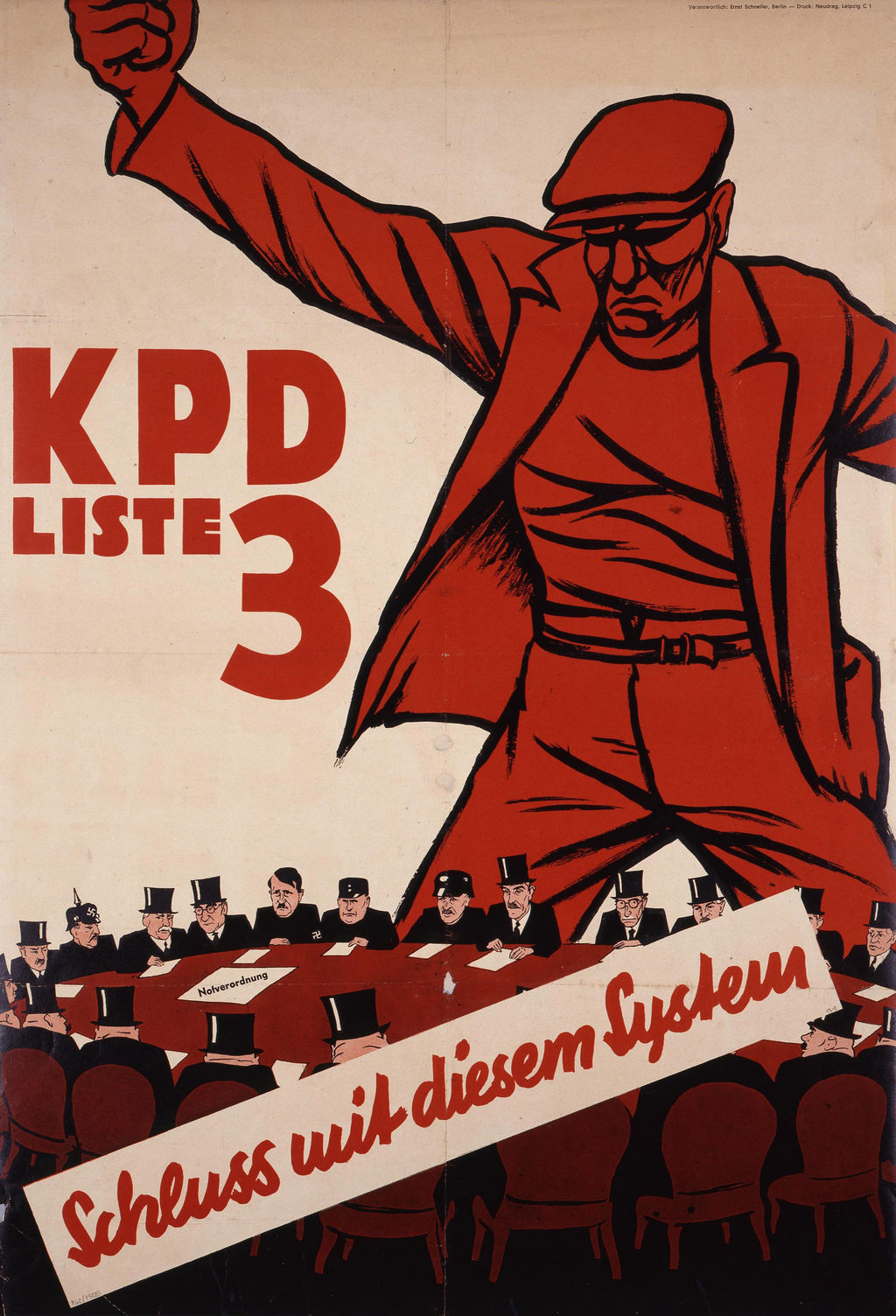
Плакат КПГ «Покончим с этой системой» (1932)

### Тельман — Реммеле — Нейман: 1925—1933
Новыми лидерами партии стали Эрнст Тельман, Герман Реммеле и Гейнц Нейман. Новое руководство отказалось от ультралевого курса своих предшественников. Компартией был выдвинут лозунг профсоюзного единства. После объединения в 1926 году Троцкого и Зиновьева, Фишер и Маслов поддержали Объединённую оппозицию в ВКП(б). После исключения их сторонников из КПГ в том же, 1926, году, ими был учрежден Ленинбунд. На выборах 1928 года компартия получила поддержку 10,6 % избирателей (54 места в рейхстаге). В 1926 году партия приобрела под штаб-квартиру в Берлине здание, получившее впоследствии название Дом Карла Либкнехта.

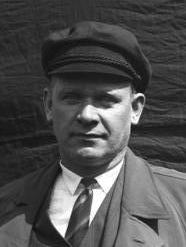
Эрнст Тельман (1932)

Период руководства Тельмана называют «сталинизацией» партии, отражавшей и итог внутрипартийной борьбы в ВКП(б) и Коминтерне: сталинский марксизм-ленинизм становится единственной верной интерпретацией марксизма; происходит чистка инакомыслящих, отмирание механизмов внутрипартийной демократии и консолидация организации вокруг авторитета лидеров; «из 350–400 000 членов, насчитываемых КПГ после ее слияния с левым крылом НСПГ в 1920 году, менее 40 000 осталось семь лет спустя, в 1927 году, когда в партии насчитывалось в общей сложности 130 000 членов». На короткое время Тельман был отстранён из-за дела Витторфа, попытки скрыть растрату партийной кассы своим другом Йоном Витторфом, однако был восстановлен по распоряжению Сталина. 
В 1928 году после ряда неудач на международном уровне Коминтерн переходит к тактике т. н. Третьего периода. Одним из элементов этой тактики была «теория социал-фашизма». Согласно этой теории, между буржуазной демократией (а также и социал-демократией) и фашистской диктатурой нет никакой разницы. В соответствии с ней отвергалось ранее возможное сотрудничество компартии и социал-демократов. 
В 1929, во время первомайской демонстрации, проведённой КПГ вопреки запрету на массовые мероприятия, полиция Берлина начала стрелять по демонстрантам, убив 33 человека и ранив более 200. Эти события стали известны под названием Блутмай или «кровавый май», что способствовало напряжению в отношениях КПГ и СДПГ.
Тактика «третьего периода» была подтверждена на заседании Исполкома Коминтерна в апреле 1931 года. На этом заседании Тельман дал оценку победы национал-социалистов на выборах в рейхстаг. На всеобщих выборах, прошедших 14 сентября 1930 года, количество голосов, отданных за НСДАП, составило 18,3 % в сравнении с 2,6 % в 1928 году. В своем выступлении Тельман, в частности, заявил:

«После 14 сентября вслед за сенсационным успехом национал-социалистов их сторонники по всей Германии ожидали очень многого. Мы, однако, не позволили, чтобы нас сбила с пути паника, проявившаяся в рабочем классе, по крайней мере, среди сторонников социал-демократической партии. Мы трезво и серьёзно заявили, что 14 сентября было в определённом смысле лучшим днем Гитлера, за которым не последует лучших дней, но только худшие».
Борьба с «наиболее активным поборником немецкого империализма и его военной политики против Советского Союза», «социал-фашизмом», выразилась в «красном» референдуме о прусском ландтаге (1931) по доверию социал-демократическому правительству Пруссии и возврату к «национал-большевизму» 1923 года. Изначально референдум был инициирован национал-социалистами. Они призывали к «народной революции» против партии, «согласившейся с рабством и унижением Версальского мира». Коммунистическая партия также призвала своих сторонников голосовать против прусского правительства; нацистов КПГ в своей кампании называла «товарищами трудового народа» (Schaffende Volksgenossen). Кроме того, КПГ пыталась привлечь на свою сторону штрассеристское «левое» крыло НСДАП, иногда присоединяясь к нападениям нацистов на социал-демократов; в 1930-1933 годы были попытки привлечь нацистов путём возврата к антисемитизму и национализму в пропаганде, как в 1923 году: пропаганда КПГ утверждала, что НСДАП финансируют богатые евреи, и обращалась к СА и СС: «Вы расстреляли достаточно рабочих. Когда же вы повесите первого еврея?». 
В 1932 году партия основала боевую организацию «Антифашистское действие». На ноябрьских парламентских выборах 1932 года КПГ получила наибольший результат на выборах за всю её историю — 16,9 % голосов.

### Нацистская Германия: 1933—1945
Вскоре после прихода к власти Адольфа Гитлера в январе 1933 года против активистов компартии были развёрнуты репрессии (предлогом для этого стал поджог Рейхстага, в котором обвинили коммунистов). 3 марта 1933 года был арестован председатель КПГ Эрнст Тельман. Из 300 тысяч членов КПГ (на начало 1933 года) около половины подверглись преследованиям, были брошены в тюрьмы и концлагеря, десятки тысяч убиты. На выборах в Рейхстаг 5 марта 1933 года КПГ получила 12,3% голосов, но вскоре депутаты её парламентской фракции были лишены своих мандатов, а с 28 мая 1933 года указом рейхсканцлера Адольфа Гитлера КПГ была запрещена.
Репрессиям немецкие коммунисты подвергались не только в Германии. Из 1400 ведущих немецких коммунистов жертвами нацистов стали 222 руководящих члена КПГ, а  178 человек (почти все они жили в гостинице «Люкс» в Москве как политэмигранты) погибли во время Большого террора в СССР в 1937—1938 годах. По данным представительства КПГ при исполкоме Коминтерна к весне 1938 были арестованы 70 % членов КПГ, проживавших в СССР.
В подполье коммунисты вместе с социал-демократами вели борьбу против нацистского правительства в рамках антинацистского Движения Сопротивления. На территории Германии действовали подпольные группы, в качестве примера можно привести группу Лени Бернер, участниками которой являлись Рудольф Блейль, Гюнтер Клейн, Эмиль Круммель, Ганс Шерхаг, Вальтер Норвиг, Вилли Гарбс, Отто Брайг и другие.
В вольном городе Данциге КПГ участвовала во всеобщих выборах 1935 и получила 2 места, набрав 3,37 % голосов.
В октябре 1935 года состоялась Брюссельская конференция КПГ. Критически оценивая деятельность КПГ в предшествовавший период, была выработана новая ориентация, выдвигавшая задачу установления единства сил, в том числе с социал-демократами, в борьбе против нацизма. В июле 1943 года по инициативе ЦК КПГ на территории СССР был создан Национальный комитет «Свободная Германия».

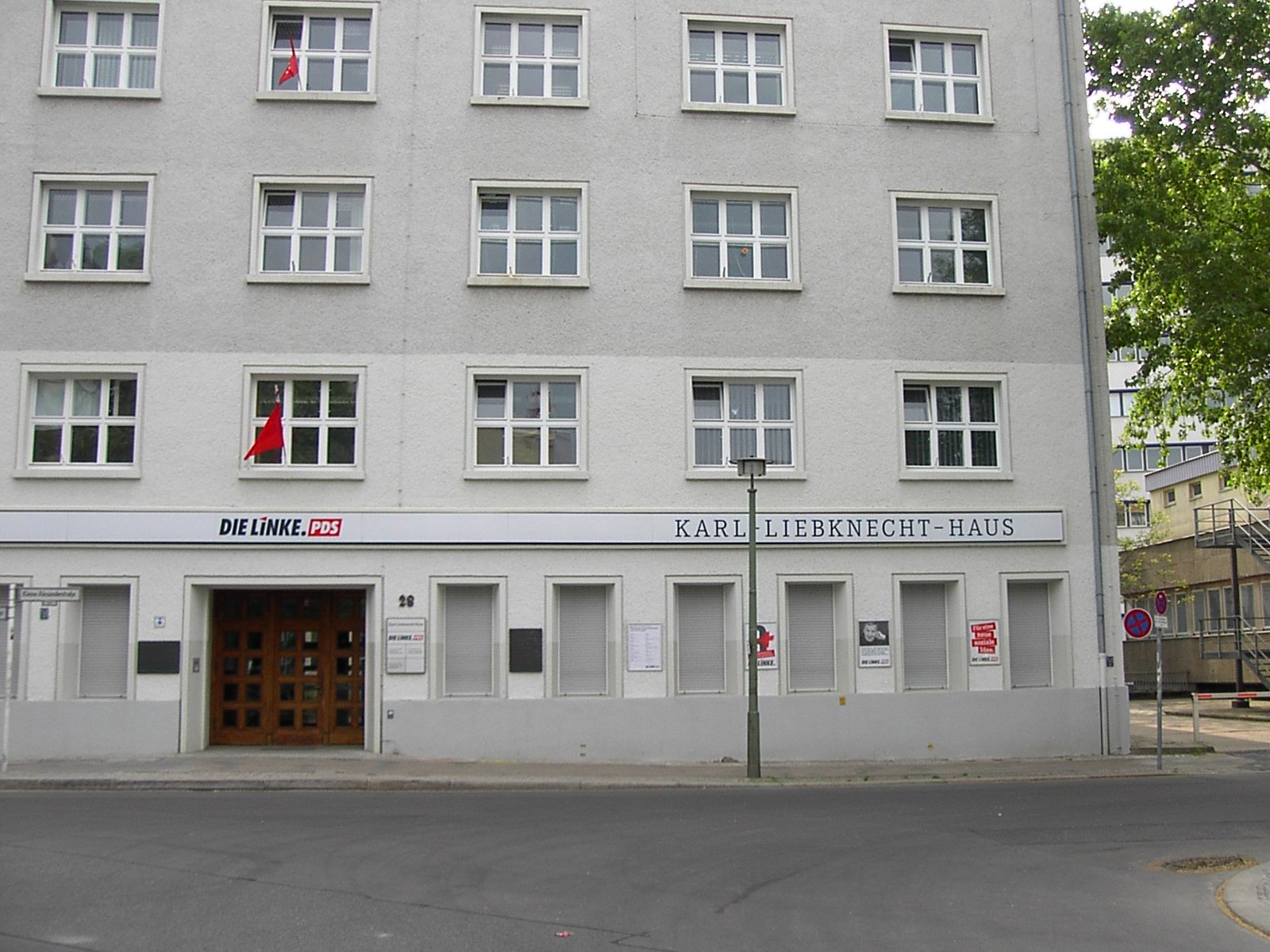
Дом Карла Либкнехта, штаб-квартира КПГ в 1926—1933 годах. Когда Гитлер стал канцлером, в этом доме были арестованы лидеры партии. Об истории здания напоминают таблички на двери. Ныне — берлинский офис партии «Левые»

### После войны
Летом 1945 года в советской зоне оккупации воссоздан Центральный Комитет КПГ, в апреле 1946 года прошёл Партийный съезд КПГ, представлявший делегатов от восточногерманских организаций, на котором было принято решение об объединении с СДПГ в Социалистическую единую партию Германии. В прочих зонах оккупации земельные организации КПГ, побыв год без руководящего центра, в 1947 году влились в СЕПГ. В 1948 году земельные организации СЕПГ западных зон оккупации вышли из СЕПГ и образовали Коммунистическую партию Германии. В 1956 году Коммунистическая партия Германии была официально запрещена. В 1968 году в ФРГ была создана Германская коммунистическая партия, в 1970 году в Западном Берлине — КПГ, с 1971 года — просто КПГ (распущена в 1980 году). В 1990 году в ГДР была основана новая партия под названием КПГ. Поскольку ГДР ещё не была присоединена к ФРГ, по Договорам об объединении запрет на эту партию не был распространён и после 3 октября 1990 года. Партия до сих пор легально действует, но значимой силой не стала.

## Организация
КПГ состояла из партийных товарищей (parteigenosse), каждый из которых должен был платить обязательные взносы, которые были объединены в ячейки (zellen), ячейки в подокруги (unterbezirk), подокруги в округи (bezirk).
Высшим органом партии являлся съезд (Parteitag), между съездами — партийная конференция (Parteikonferenz), между партийными конференциями — Центральный комитет (Zentralkomitee), между его заседаниями — Политическое бюро Центрального комитета (Politisches Büro des Zentralkomitees), высшее должностное лицо — Председатель Центрального комитета (Vorsitzender des Zentralkomitees), исполнительный орган — Секретариат Центрального комитета (Sekretariat des Zentralkomitee), высший контрольный орган — центральная контрольная комиссия (Zentrale Kontrollkommission), высший ревизионный орган — центральная ревизионная комиссия (Zentrale Revisionskommission).

### Округи
Округи КПГ соответствовали избирательным округам, которые, в свою очередь, соответствовали средним землям, провинциям или нескольким административным округам.
Высший орган округа — окружная конференция (bezirksdelegiertenkonferenz), между окружными конференциями — окружной комитет (bezirksleitung), исполнительный орган округа — секретариат окружного комитета (sekreatariat der bezirksleitung), высшее должностное лицо окружной организации — политический секретарь окружного комитета (politische sekretär der bezirksleitung), контрольный орган округа — окружная контрольная комиссия (bezirkskontrollkommission), ревизионный орган округа — окружная ревизионная комиссия (bezirksrevisionskommission).
После восстановления КПГ в 1945 году в условиях медиатизации всех земель (Упразднение Пруссии и мелких земель — Брауншвейг, Анхальт, Ольденбург и так далее), округи были заменены земельными организациями (landesorganisation), которые соответствовали землям. Высший орган земельной организации — земельная конференция (landesdelegiertenkonferenz), между земельными конференциями — земельное правление (landesvorstand), исполнительный орган земельной организации — секретариат земельного правления (sekretariat des landesvorstandes), высший орган земельной организации — земельный председатель (landesvorsitzender), контрольный орган земельной организации — земельная арбитражная комиссия (landesschiedskommmission), ревизионный орган земельной организации — земельная ревизионная комиссия (landesrevisionskommission).

### Подокруги
Подокруги КПГ соответствовали городским районам (или внерайонным городам), районам или небольшим землям.
Высший орган подокруга — подокружная конференция (unterbezirksdelegiertenkonferenz), между подокружными конференциями — подокружной комитет (unterbezirksleitung), исполнительный орган подокруга — секретариат подокружного комитета (sekretariat der kreisleitung), высшее должностное лицо подокруга — политический секретарь подокружного комитета (politische sekretär der unterbezirksleitung), контрольный орган подокруга — подокружная контрольная комиссия, ревизионный орган подокруга — подокружная ревизионная комиссия.
После восстановления КПГ в 1945 году в условиях унификации единиц районного уровня, подокруги были заменены районными организациями (kreisorganisation), которые соответствовали районам или городам земельного подчинения. Высший орган районной организации — районная конференция (kreisdelegiertenkonferenz), между районными конференциями — районное правление (kreisvorstand), исполнительный орган районной организации — секретариат районного правления (sekretariat des kreisvorstandes), высшее должностное лицо районной организации — районный председатель (kreisvorsitzender), контрольный орган районной организации — районная арбитражная комиссия (kreisschiedskommission), ревизионный орган районной организации — районная ревизионная комиссия (kreisrevisionskommission).

### Местные объединения
Местные объединения (ortsverein) соответствовали города, общинам или группам мелких общин. Могли создаваться по инициативе нескольких ячеек.
Высший орган местного объединения — конференция местного объединения, между конференциями местного объединения — комитет местного объединения, высшее должностное лицо местной группы — политический секретарь комитета местного объединения.
После восстановления КПГ в 1945 году в условиях укрупнения части единиц уровня общины, местные объединения были заменены местными организациями (ortsorganisation) или местными группами (ortsgruppe), которые соответствовали городам и общинам. Высший орган местной организации — местная конференция, между местными конференциями — местное правление (ortsvorstand), высшее должностное лицо местной организации — местный председатель (ortsvorsitzender).

### Ячейки
Ячейки существовали нескольких типов — производственные ячейки (betriebszelle), уличные ячейки (strassenzelle) и учебные ячейки (hochschulzelle).
Производственные ячейки соответствовали предприятиям и учреждениям. По производственным ячейкам распределялись все члены КПГ работающие во всех предприятиях и учреждениях — то есть большинство членов партии.
Уличные ячейки соответствовали частям мест. По уличным ячейкам распределялись исключительно самозанятые, творческая интеллигенция и фермеры.
Учебные ячейки соответствовали университетам, высшим школам и специальным школам. По учебным ячейкам распределялись исключительно студенты и учащиеся специальных школ являвшиеся членами КПГ.
Высший орган ячейки — общее собрание (mitgliederversammlung), высшее должностное лицо ячейки — председатель.
После восстановления КПГ в 1945 году ячейки были переименованы в первичные организации (grundorganisation), производственные ячейки в производственные группы (betriebsgruppe).

### Молодёжная организация
Молодёжной организацией КПГ был Коммунистический союз молодёжи Германии (КСМГ, Kommunistischer Jugendverband Deutschlands, KJVD). КСМГ состоял из округов (bezirk), округи из подокругов (unterbezirk), подокруги из ячеек.
Высший орган КСМГ — съезд (Kongress), между съездами — Центральный комитет (Zentralkomitee), высшее должностное лицо КСМГ — Председатель Центрального комитета (Vorsitzender der Zentralkomitees).

### Округи молодёжной организации
Округи КСМГ соответствовали избирательным округам.
Высший орган округа — окружная конференция (bezirksdelegiertenkonferenz), между окружными конференциями — окружной комитет (bezirksleitung), высшее должностное лицо округа — политический секретарь окружного комитета (politische sekretär der bezirksleitung).

### Подокруги молодёжной организации
Подокруги КСМГ соответствовали городским районам (или внерайонным городам), районам или небольшим землям.
Высший орган подокруга — подокружная конференция, между подокружными конференциями — подокружной комитет (unterbezirksleitung), высшее должностное лицо подокруга — председатель подокружного комитета (politische sekretär der unterbezirksleitung).

### Ячейки молодёжной организации
Ячейки КСМГ существовали нескольких типов — производственные ячейки (betriebszelle), уличные ячейки (strassenzelle) и учебные ячейки (hochschulzelle).
Учебные ячейки КСМГ соответствовали университетам, высшим школам и специальным школам. По учебным ячейкам распределялись все студенты, учащиеся специальных школ или учащиеся гимназий и аналогичных средних школ уже вступившие в КСМГ — то есть большинство членов КСМГ.
Производственные ячейки КСМГ соответствовали предприятиям и учреждениям. По производственным ячейкам распределялись члены КСМГ работающие на предприятиях или учреждениях и не вступившие по каким-либо причинам в КПГ.
Уличные ячейки КСМГ соответствовали частям мест. По уличным ячейкам распределялись члены КСМГ по каким-либо причинам не учащиеся и не работающие на предприятиях или учреждениях.
Высший орган ячейки КСМГ — общее собрание (mitgliederversammlung), высшее должностное лицо ячейки — председатель.

### Профцентр
Дружественным профцентром КПГ была Революционная профсоюзная оппозиция (Revolutionäre Gewerkschafts-Opposition). Состояла из округов (bezirk). Высший орган — конгресс (kongress), между конгрессами — национальный комитет (reichskomitee), высшее должностное лицо — национальный руководитель (reichsleiter). Высший орган округа — окружная конференция (bezirkskonferenz), между окружными конференциями — окружной комитет (bezirkskomitee).

### Женская организация
Женской организацией КПГ был Имперский комитет трудящихся женщин (Reichskomitee Werktätiger Frauen), периодически созывал Имперский съезд трудящихся женщин (Reichskongresse Werktätiger Frauen), в округах действовали окружные комитеты трудящихся женщин (Bezirkskomitee Werktätiger Frauen).

### Студенческая организация
Студенческой организацией КПГ была Коммунистическая студенческая фракция (Kommunistische Studentenfraktion).

### Прочие смежные организации
Крупнейшая организация дружественной творческой интеллигенции при КПГ — Рабочее сообщество рабочей культуры (Interessengemeinschaft für Arbeiterkultur), существовали и более мелкие организации — Союз пролетарско-революционных писателей (Bund proletarisch-revolutionärer Schriftsteller), Союз рабочих театров (Arbeiter-Theater-Bund), Союз коммунистических певцов (Kommunistischer Sängerbund), Союз рабочих радиолюбителей (Arbeiter-Radio-Verbände), «Рабочие-фотографы» (Arbeiter-Photographen), Союз пролетарских свободомыслящих (Verband proletarischer Freidenker), все эти организации были запрещены в 1933 году, в 1939 году в эмиграцию из коммунистической и левосоциалистической немецкой творческой интеллигенции возник Свободный культурный союз (Freier Deutscher Kulturbund).
При КПГ действовала организация по культурному сотрудничеству с СССР — Союз друзей советского союза (Bund der Freunde der Sowjetunion).
Боевой организацией КПГ являлись «Пролетарские сотни» (Proletarische Hundertschaften). В 1924 г. члены КПГ и некоторые члены СДПГ создали политическую организацию Союз красных фронтовиков (Roter Frontkämpferbund), имевшую свои боевые отряды, в которые вошли и члены «Пролетарских сотен».

## Председатели Центра (с 1924 — ЦК) КПГ
- 1919 Карл Либкнехт и Роза Люксембург
- 1919 Лео Йогихес
- 1919—1921 Пауль Леви
- 1921 Пауль Леви и Эрнст Дёмиг
- 1921 Эрнст Майер
- 1921—1924 Генрих Брандлер и Август Тальгеймер
- 1924 Герман Реммеле
- 1924—1925 Рут Фишер и Аркадий Маслов
- 1925—1933 Эрнст Тельман
- 1933—1934 Йон Шер
- 1934—1946 Вильгельм Пик

## Съезды КПГ
- 1-й (учредительный) съезд — 30 декабря 1918 — 1 января 1919 года, Берлин;
- 2-й съезд — 20—24 октября 1919 года, Гейдельберг;
- 3-й съезд — 25—26 февраля 1920 года, Карлсруэ;
- 4-й съезд — 14—15 апреля 1920 года, Берлин;
- 5-й съезд — 1—3 ноября 1920 года, Берлин;
- 6-й (объединительный) съезд — 4—7 декабря 1920 года, Берлин;
- 7-й съезд — 22—26 августа 1921 года, Йена;
- 8-й съезд — 28 января — 1 февраля 1923 года, Лейпциг;
- 9-й съезд — 7—10 апреля 1924 года, Франкфурт-на-Майне;
- 10-й съезд — 12—17 июля 1925 года, Берлин;
- 1-я общепартийная конференция — 30 октября 1925 года, Берлин;
- 11-й съезд — 2—7 марта 1927, Эссен;
- 12-й съезд — 9—15 июня 1929, Берлин;
- Общегерманская партконференция — 15—17 октября 1932, Берлин;
- Брюссельская партконференция (13-й съезд) — октябрь 1935[19];
- Бернская партконференция (14-й съезд) — 30 января — 1 февраля 1939;
- 15-й съезд — 19—20 апреля 1946, Берлин.

## Die Rote Fahne
Центральным органом (ЦО) КПГ, а до этого Союза Спартака, являлась газета Die Rote Fahne («Красное знамя»). Она была основана 9 ноября 1918 года Карлом Либкнехтом и Розой Люксембург. Запрещена в феврале 1933 года, до 1935 издавалась в подполье, затем её издание было перенесено сначала в 1935 году в Прагу, а в октябре 1936 — в Брюссель. Выходила до осени 1939 года.

## Участие в выборах
| Рейхстаг (1920)          | 2,1 %  | —       | 2   | —   |
| Рейхстаг (1924, май)     | 12,6 % | +10,9 % | 62  | +60 |
| Рейхстаг (1924, декабрь) | 8,9 %  | −3,7 %  | 45  | −17 |
| Рейхстаг (1928)          | 10,6 % | +1,7 %  | 54  | +9  |
| Рейхстаг (1930)          | 13,1 % | +2,5 %  | 77  | +23 |
| Рейхстаг (1932, июль)    | 14,3 % | +1,2 %  | 89  | +12 |
| Рейхстаг (1932, ноябрь)  | 16,9 % | +2,6 %  | 100 | +11 |
| Рейхстаг (1933, март)    | 12,3 % | −4,6 %  | 81  | −19 |
|                          |        |         |     |     |